# Pithecia chrysocephala
Pithecia chrysocephala  is een zoogdier uit de familie van de sakiachtigen (Pitheciidae). De wetenschappelijke naam van de soort werd voor het eerst geldig gepubliceerd door Isidore Geoffroy Saint-Hilaire in 1850.

## Voorkomen
De soort komt voor in noordelijk Brazilië, ten noorden van de Amazone-rivier.